# Kamenná vila (Banská Bystrica)
Kamenná vila je secesní vila v Banské Bystrici na ulici Horná 69. V současnosti je objekt sídlem pobočky ČSOB. Nachází se v seznamu kulturních památek Slovenska.

## Historická budova
Objekt lidově nazývaný Kamennou vilou je jednou z několika hodnotných secesních památek v Banské Bystrici. Byla postavena v roce 1920 podle návrhu Leopolda Munelsa. Průčelí svým bohatým výtvarným a plastickým projevem je přehlídkou oblíbených architektonických prvků secese.

## Rekonstrukce
Architektonická soutěž na rekonstrukci původní budovy byla v roce 1995, realizovala se v roce 1997. Autorem vítězného projektu se stal Branislav Somora.
"Pokud architekt dostane zakázku, měl by především ctít prostředí, do kterého vstupuje" ing. arch. Branislav Somora

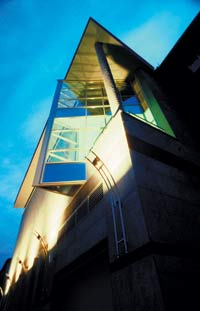
Kamenná vila zezadu

Autorův přístup k rekonstrukci byl citlivý a dokazuje, že přístavba nemá konkurovat ale doplňovat původní hmotu prostřednictvím prostředků své doby. A také by pozorovatel neměl být zahlcen informacemi, ale měl by pocítit harmonii. Záměrem bylo existující objekt zachovat a doplnit v původní secesní estetice. Dostavbu nechat vyznít jako samostatný autonomní prvek, který celou stavbu ozvláštňuje. V realizaci se potkává bohatost secese a tendence pozdní moderny.

### Rekonstrukce historické části
Autor památkářských příkladně akceptuje průčelí historické budovy a nevstupuje do něj novými prvky. Inspiruje se jí při chápání dostavby i detailů. Prostory historické budovy slouží pro kontakt s veřejností, nad nimi se nacházejí ředitelské prostory. Pro prosvětlení podkroví byl použit secesní motiv druhé římsy v podobě pásové řady oken. Za zmínku stojí, že takový přístup i komunikaci s architektem si pochvalují zainteresovaní památkáři.

### Dostavba
Autor svým řešením prokázal smysl pro výtvarnou bohatost a tradiční řemeslný detail. Uliční fasáda přístavby nese v sobě rovnováhu mezi bankovní honosností a materiály okolí, čímž je viditelně elegantnější než okolní stavby. Okolí přitom nedegraduje, ale nasazuje vyšší úroveň pro budoucí vývoj okolí. Půdorysný tvar L původního objektu byl doplněn do čtverce. Už ve třetím podlaží však v oblouku ustupující nová hmota odkrývá pohled na původní fasádu a zároveň vytváří prostor pro terasu doplněnou o zeleň.
Přístavba má plochou střechu s výrazně vyloženou římsou, pod kterou se nacházejí převýšená štěrbinová okna. Dominantně působící plnou stěnu fasády doplňuje vertikální prvek proskleného arkýře, dvou lodžií a šikmý sloupový prvek. Ideové propojení s historickým objektem se odráží v náznaku pásové římsy nad druhým nadzemním podlažím a použitím výrazně vyvýšených secesních oken. Fasádu ozvláštňují konzolové zakřivené lampy. Nachází se zde i vjezd pro dotační vozidlo.

## Dispozice
- První podlaží - obsahuje prostory pro zaměstnance, trezory a prostory rychlé obsluhy.
- Druhé podlaží - historické budovy přístupné exteriérovým schodištěm, poskytuje prostor likvidatuře.
- Ostatní podlaží - slouží administrativě pobočky a v prostoru mezi historickou a novou částí se nachází zelená terasa přístupná ze zasedací místnosti.